# Carol Connors
Carol Connors (nascida em 13 de novembro de 1952, em Nova Jérsia), é uma ex-atriz pornográfica americana. Seu mais famoso filme foi Deep Throat, de 1972, em que interpreta o papel de enfermeira do Dr. Young (interpretado por Harry Reems).
É mãe da atriz Thora Birch, que atuou em Beleza Americana.